# Wuyao (köpinghuvudort i Kina, Jiangsu Sheng, lat 32,20, long 120,54)
Wuyao (kinesiska: 吴窑, 吴窑镇) är en köpinghuvudort i Kina. Den ligger i provinsen Jiangsu, i den östra delen av landet, omkring 160 kilometer öster om provinshuvudstaden Nanjing. Antalet invånare är 54 791. Befolkningen består av 28 803 kvinnor och 25 988 män. Barn under 15 år utgör 14,0 %, vuxna 15-64 år 68 %, och äldre över 65 år 16,0 %.
Runt Wuyao är det tätbefolkat, med 790 invånare per kvadratkilometer. Närmaste större samhälle är Changjiang, 11,2 km söder om Wuyao. Trakten runt Wuyao består till största delen av jordbruksmark.
Genomsnittlig årsnederbörd är 1 284 millimeter. Den regnigaste månaden är juli, med i genomsnitt 239 mm nederbörd, och den torraste är januari, med 34 mm nederbörd.